# Štěpánkovice

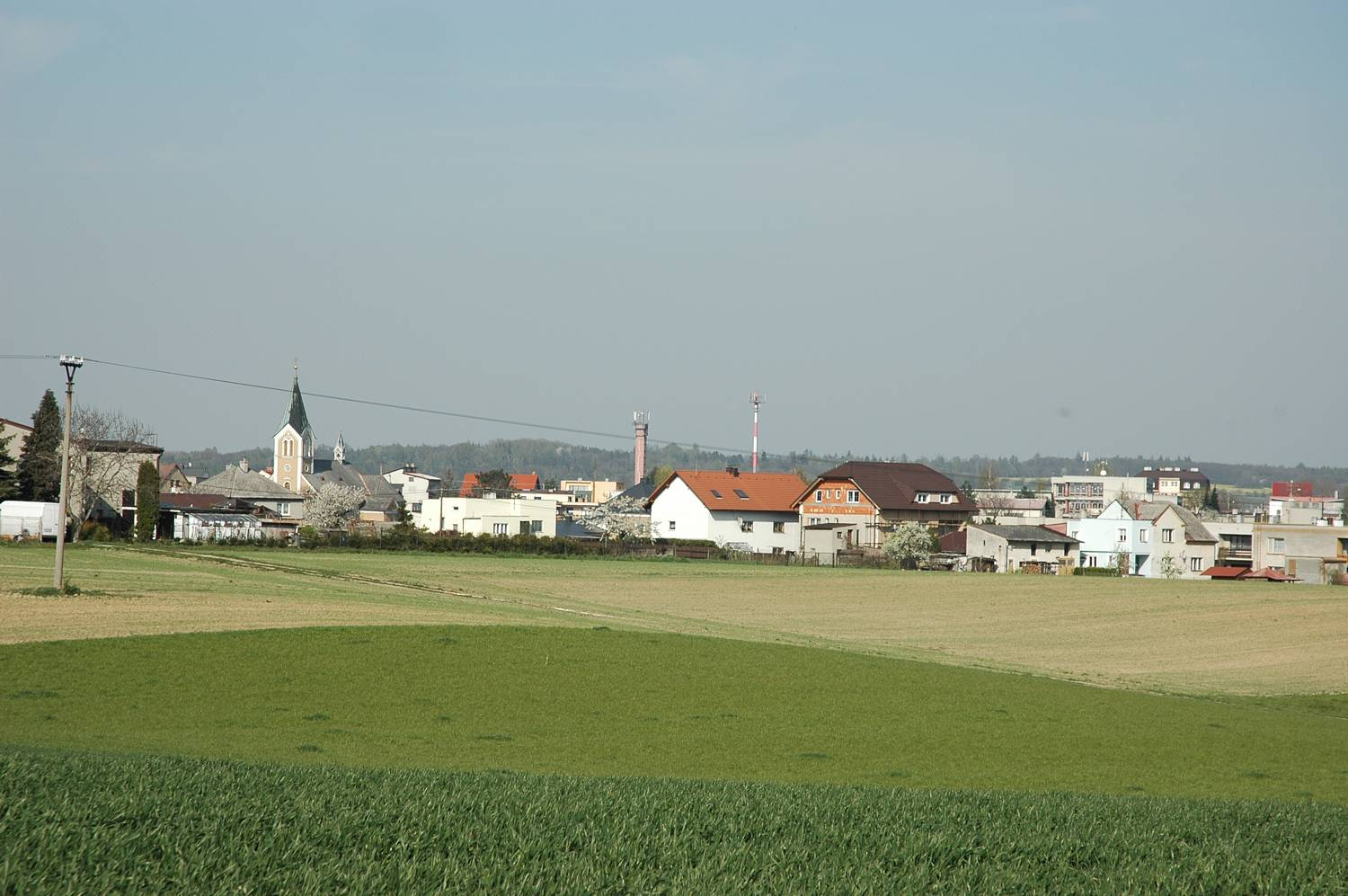
Blick auf Štěpánkovice

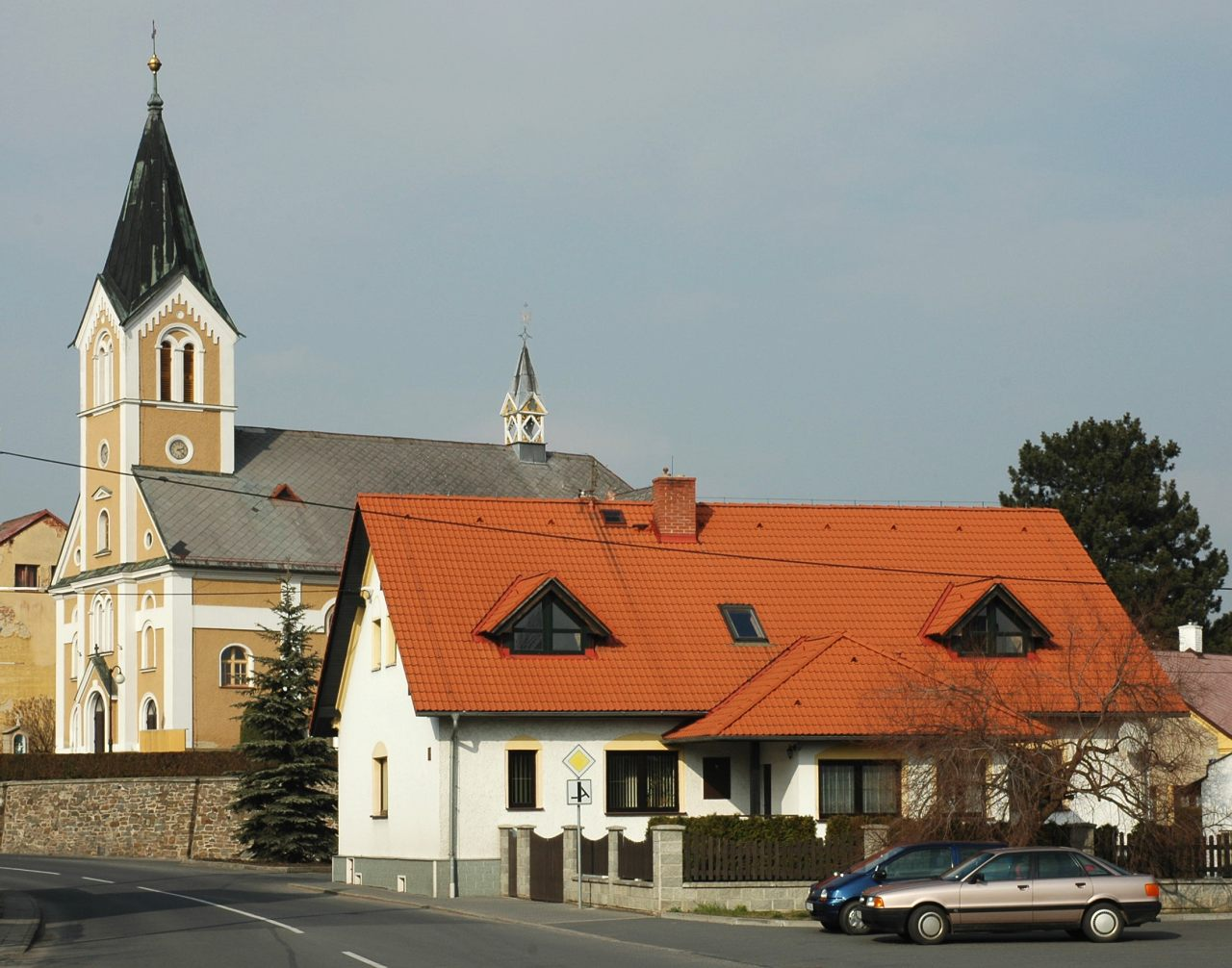
Kirche der hl. Katharina und Pfarrhaus

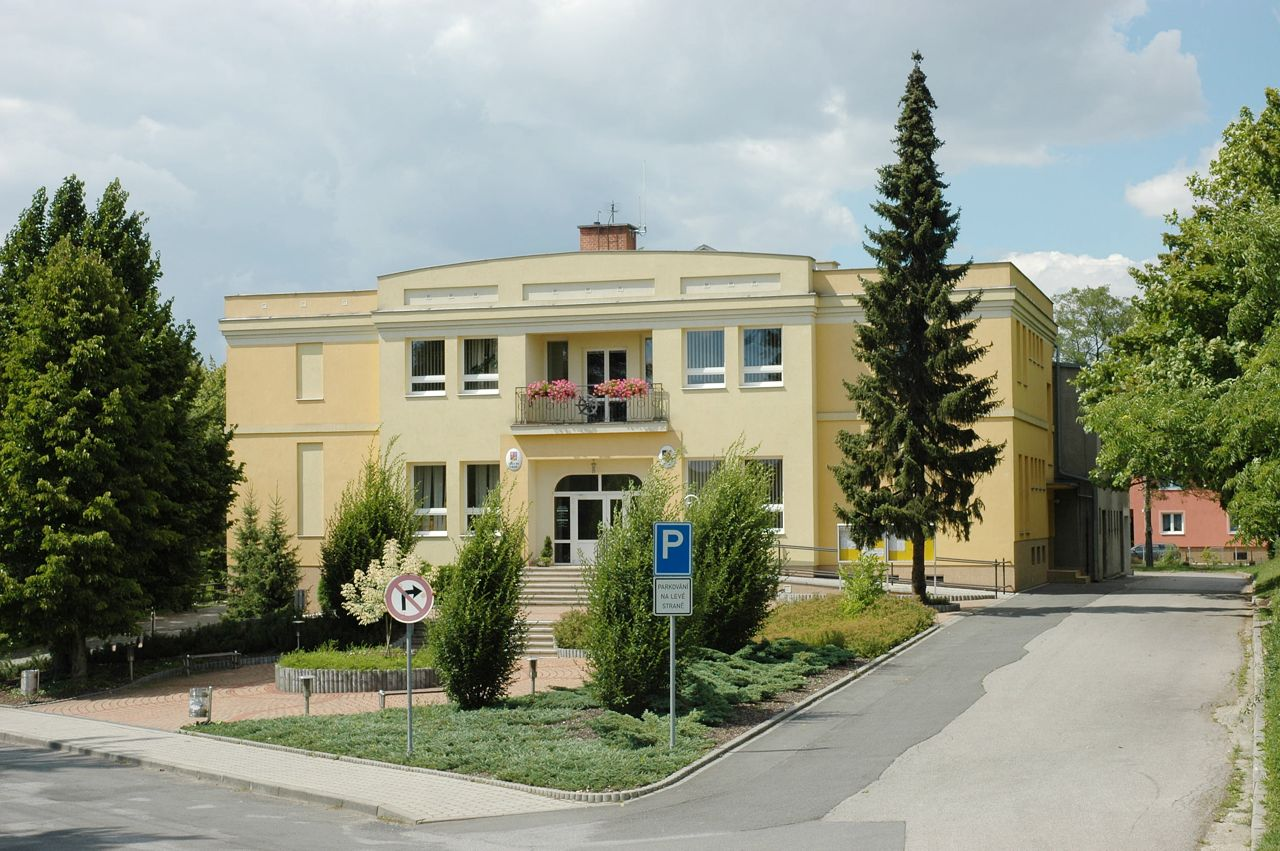
Gemeindeamt

Štěpánkovice (deutsch Schepankowitz, bis 1908 Szczepankowitz) ist eine Gemeinde in Tschechien. Sie liegt zehn Kilometer nordöstlich von Opava (Troppau) und gehört zum Okres Opava.

## Geographie
Štěpánkovice befindet sich in der Hlučínská pahorkatina (Hultschiner Hügelland). Durch den Ort führt die Staatsstraße II/467 von Kravaře (Deutsch Krawarn) nach Kobeřice (Köberwitz). Südlich und östlich des Dorfes verläuft die Chuchelná–Opava východ, westlich die Schleppbahn des Unternehmens Gypstrend von Kobeřice nach Kravaře. Am südlichen Ortsrand entspringt der Bach Štěpánka. Im Westen erhebt sich der Hadí kopec (303 m n.m.).
Nachbarorte sind Kobeřice und Prostřední Dvůr (Mittelhof) im Norden, Padělky (Neu-Werdenberg), Albertovec (Hilvetihof) und Chuchelná (Kuchelna) im Nordosten, Bolatice (Bolatitz) im Osten, Křeménky, Morávka (Morawetzhof), Dolní Benešov (Beneschau) und Zábřeh (Oppau) im Südosten, Kouty (Kauthen) im Süden, Hanůvka (Annahof), Kravaře, Velké Hoštice (Groß Hoschütz) und Malé Hoštice (Klein Hoschütz) im Südwesten, Nový Dvůr (Neuhof), Angelika (Angelikahof) und Chlebičov (Klebsch) im Westen sowie Arnoštov (Ernsthof), Svoboda (Swoboda), Bílá Bříza (Weißbirken) und Vrbka (Weidental) im Nordwesten.

## Geschichte
Die erste schriftliche Erwähnung von Zepanovin erfolgte 1265 im Zuge des Erwerbs durch Herbort von Füllstein. Im Jahre 1330 schenkten die Brüder Johannes, Firslaus und Heinrich von Krawarn das Dorf dem Klarissenkloster Troppau. 1528 wurde das Gut Štěpánkovice in der Troppauer Landtafel Jan und Vavřinec von Drahotuš auf Beneschau zugeschrieben. Die neuen Grundherren waren Protestanten; auch die Einwohner von Štěpánkovice verließen in dieser Zeit die römisch-katholische Kirche. In den folgenden zwei Jahrhunderten gehörte das Gut verschiedenen Adelsfamilien. Nach dem Dreißigjährigen Krieg bestand Štěpánkovice aus ca. 100 Häusern. 1712 erwarben die Herren Lichnowsky von Woschtitz das Gut. Sie begannen sukzessive mit der Rekatholisierung der Bevölkerung.
Nach dem Ersten Schlesischen Krieg fiel Sczepankowitz 1742 wie fast ganz Schlesien an Preußen. 1743 wurde das Dorf dem neugebildeten Kreis Leobschütz zugeordnet. Die neue Katharinenkirche wurde 1756 errichtet. 1783 lebten im Dorf 289 Menschen, die Bevölkerung war katholisch und mährischsprachig. Im Jahre 1792 wurde eine Pfarrschule gegründet und zu diesem Zweck neben der Kirche ein steinernes Schulhaus errichtet. Der Unterricht erfolgte in mährischer Sprache; seit der Mitte des 19. Jahrhunderts bildete die von Cyprián Lelek herausgegebene Fibel die Unterrichtsgrundlage. Im Zuge der Kreisreform vom 1. Januar 1818 wurde Sczepankowitz dem Kreis Ratibor zugewiesen. Zwischen 1814 und 1826 ließ der Verwalter des Gutes Kuchelna, Johann Hilveti, im Auftrag von Eduard Fürst Lichnowsky den Hilvetihof anlegen. 1815 entstand linksseitig der durch das Tal der Bilawoda führenden Straße von Ratibor nach Troppau das einschichtige Wirtshaus Swoboda. Später wurden beiderseits der Straße zwei Kolonien angelegt: Birkkretscham und Biala Brzoza, wobei letztere jedoch nicht zu Sczepankowitz gehörte.
1830 standen in Sczepankowitz bzw. Sczepankowice 82 Häuser und das neu angelegte herrschaftliche Vorwerk Helvety. Die Gemeinde hatte 519 überwiegend katholische Einwohner; im Ort lebten sieben Protestanten. Im Ort gab es eine mit einem Lokalkaplan versehene Tochterkirche der katholischen Pfarrkirche Köberwitz und eine katholische Schule. Im Jahre 1842 bestand Sczepankowitz aus 150 Häusern, dem Vorwerk Hilvetyhof, dem einschichtigen Wirtshaus Swoboda und der Kolonie Birkkretscham. Im Dorf lebten 922 Katholiken, es gab u. a. zwei Wirtshäuser, zehn Handwerker und zwei Krämer. Die Robathdienstpflicht gegenüber der Grundherrschaft wurde 1852 abgeschafft. Im Jahre 1864 war die Zahl der Einwohner auf 1082 angewachsen. 1869 bestand Sczepankowitz aus 207 Häusern und hatte 1187 Einwohner. Die Kolonie Swoboda wurde 1871 in die Landgemeinde eingegliedert. Ab Mai 1874 gehörte die Gemeinde zum Amtsbezirk Bolatitz. Seit dem Ende des 19. Jahrhunderts wurde Szczepankowitz als Gemeindename verwendet. In dieser Zeit wurde in den Schulen in Preußisch Schlesien die deutsche Unterrichtssprache eingeführt. Die Gottesdienste in der zum Generalvikariat Branitz des Erzbistums Olmütz gehörigen Katharinenkirche wurden weiterhin in mährischer Sprache abgehalten, ebenso der Religionsunterricht. Die Freiwillige Feuerwehr wurde 1893 gegründet. 1895 erfolgte durch die Preußische Staatsbahn der Bau der Bahnstrecke Ratibor-Troppau; ihre Inbetriebnahme war 1897. Im Jahre 1900 hatte Szczepankowitz 1472 Einwohner, 1910 waren es 1497. Am 8. April 1908 wurden die Landgemeinde und der Gutsbezirk Szczepankowitz in Schepankowitz umbenannt.
Aufgrund des Versailler Vertrages von 1919 wurde Schepankowitz am 4. Februar 1920 als Teils des Hultschiner Ländchens der Tschechoslowakei zugeschlagen. Nunmehr wurde allmählich die Amtssprache Tschechisch zur Unterrichtssprache der Schule. Beim Zensus von 1921 lebten in den 303 Häusern der Gemeinde Štěpánkovice/Schepankowitz 1817 Personen, darunter 1570 Tschechen und 218 Deutsche. Zwischen 1926 und 1928 wurde ein Gemeindehaus als Sitz der Gemeindeverwaltung errichtet; es wird heute als Geschäftshaus genutzt. 1928 wurde der Busverkehr zwischen Rohov und Opava aufgenommen. Im selben Jahr wurde der neue Friedhof geweiht und ein Kindergarten eröffnet. Die Elektrifizierung des Dorfes erfolgte 1929. Im Jahre 1930 lebten in den 316 Häusern von Štěpánkovice/Schepankowitz 1850 Personen.
Nach dem Münchener Abkommen wurde Schepankowitz am 8. Oktober 1938 zusammen mit dem Hultschiner Ländchen vom Deutschen Reich besetzt. Damit verbunden war die Wiedereinführung der deutschen Sprache – sowohl als Amts- als auch Unterrichtssprache. Die Gemeinde gehörte nunmehr zum Landkreis Hultschin, der 1939 dem Landkreis Ratibor in der preußischen Provinz Oberschlesien eingegliedert wurde. Am 17. Januar 1939 wurde Schepankowitz dem neu eingerichteten Amtsbezirk Deutsch Krawarn zugeordnet. Die vorgesehene Änderung des Gemeindenamens in Stefansau wurde nicht mehr vollzogen. Im Zuge der Mährisch-Ostrauer Operation erreichte die Ostfront am 16. April 1945 Schepankowitz. Während der schweren Kämpfe um das Dorf starben 226 Rotarmisten und 15 Zivilisten sowie – am Hilvetihof – sechs tschechoslowakische Panzersoldaten. Die Gasthäuser Modlich und Volný sowie die Windmühle und zahlreiche Häuser und Scheunen brannten vollständig nieder; die Schule, die Kirche und das Pfarrhaus wurden schwer beschädigt. Nach dem Ende des Zweiten Weltkriegs kam Štěpánkovice wieder an die Tschechoslowakei zurück. Die Kinder aus Štěpánkovice und Albertovec wurden nunmehr in Kravaře, die aus Svoboda in Kobeřice unterrichtet. Im Jahre 1950 bestand Štěpánkovice aus 370 Häusern und hatte 1847 Einwohner. 1951 wurde in Štěpánkovice wieder eine Grundschule eingerichtet. Da sich das Schulgebäude als zu klein erwies, entstand 1953 ein provisorisches Schulhaus für die oberen Klassen. In den 1950er Jahren begann der Bau von Eigenheimen. Es wurden neue Straßen und östlich des Friedhofs die Wohnsiedlung Korea angelegt. In den Jahren 1953–1954 wurde Hauptstraße von Kravaře nach Sudice, später auch die Straßen nach Svoboda und Albertovec asphaltiert. 1958 wurde die Kolonie Bílá Bříza, die bis dahin Teil der Gemeinde Vrbka war, nach Štěpánkovice umgemeindet. Im Zuge der Gebietsreform von 1960 wurde der Okres Hlučín aufgehoben und die Gemeinde dem Okres Opava zugeordnet. 1964 war der Bau eines Kulturhauses abgeschlossen. 1970 lebten in den 471 Häusern von Štěpánkovice 2328 Personen. Zwischen 1979 und 1985 entstand in Eigenleistung eine neue Grundschule; danach folgte der Bau eines neuen Kindergartens. 1991 lebten in den 656 Häusern des Dorfes 2724 Menschen. In den 1990er Jahren erwarb die Gemeinde den leerstehenden Herrenhof in Štěpánkovice und ließ die maroden Nebengebäude abtragen, um dort Bauplätze für eine Eigenheimsiedlung auszuweisen. Beim Zensus von 2011 hatte die Gemeinde Štěpánkovice 3060 Einwohner und bestand aus 720 Wohnhäusern; davon lebten 2818 Personen in Štěpánkovice (650 Häuser), 173 in Svoboda (56 Häuser) und 69 in Bílá Bříza (14 Häuser).

## Gemeindegliederung
Die Gemeinde Štěpánkovice besteht aus den Ortsteilen Bílá Bříza (Weißbirken), Štěpánkovice (Schepankowitz) und Svoboda (Swoboda). Grundsiedlungseinheiten sind Albertovec (Hilvetihof), Bílá Bříza, Štěpánkovice und Svoboda.
Das Gemeindegebiet bildet einen Katastralbezirk.

## Partnergemeinde
- Štrba, Slowakei, seit 1958

## Sehenswürdigkeiten
- Pfarrkirche der hl. Katharina von Alexandrien, erbaut 1756
- Kapelle der Jungfrau Maria
- Kapelle des hl. Josef in Svoboda
- Eingangsgebäude der ehemaligen Reithalle in Albertovec, erbaut 1826
- Schloss Hilvetihof in Albertovec, errichtet 1870 als Sitz der Fürstlich Lichnowskyschen Zentralverwaltung, 1915 erfolgte ein Umbau durch den Schweizer Architekten Julius Bühler.